# Mudryhołowy
Mudryhołowy (ukr. Мудриголови) – wieś na Ukrainie, w obwodzie chmielnickim, w rejonie chmielnickim, w hromadzie Gródek, nad Czernowodką. W 2001 roku liczyła 669 mieszkańców.